# Грант, Адам
Адам М. Грант (13 августа 1981) — американский ученый-психолог и автор; профессор Уортонской школы бизнеса.

## Ранние годы
Вырос в пригороде Детройта, штат Мичиган. В молодости занимался прыжками в воду с трамплина; в 1999 году занял первое место среди учащихся средних школ США.
Получил степень бакалавра в Гарвард-колледже; степени MS и PhD по организационной психологии Университета штата Мичиган. В студенческие годы подрабатывал фокусником-иллюзионистом . В аспирантуре женился.

## Карьера
Трудовой путь начал ассистентом в университете Северной Каролины в Чапел-Хилл (2007—2009 гг.). После публикации нескольких статей в ведущих научных журналах, в возрасте 28 лет получил должность доцента в Уортонской школе бизнеса (2009 год), став самым молодым профессором на постоянном контракте в истории США.
Является автором трех бестселлеров Нью-Йорк Таймс: Give and Take (2013), Originals (2016) и Option B (2017, в соавторстве с директором по производству Facebook Шерил Сандберг). В 2016 году выступил с TED-лекцией о привычках великих мыслителей
В 2015 году был удостоен звания самого влиятельного мыслителя в области управления по версии организации Thinkers50. В 2016 году номинирован в список журнала Fortune «40 до сорока».

## Семья
Жена Аллисон и трое детей